# Sint-Katelijneplein
Het Sint-Katelijneplein (Frans: Place Sainte-Catherine) is een plein in de Belgische hoofdstad Brussel. Het ligt in de Dansaertwijk aan de westkant van de Anspachlaan. Naar het zuidwesten ligt de Oude Graanmarkt.

## Geschiedenis
Voordat het plein bestond bevond zich ten zuidoosten van deze locatie de eerste stadsomwalling van Brussel met in het zuiden de Sint-Katelijnepoort en in het oosten de Zwarte Toren.
Het plein werd rond 1870 aangelegd op het vroegere Sint-Katelijnedok. Dat was het eerste dok dat al in 1853 gedempt werd toen de activiteiten in de Brusselse haven begonnen af te nemen. Op de vrijgekomen ruimte werd dus een plein aangelegd, maar er werd ook een kerk gebouwd: de Sint-Katelijnekerk. De jonge architect Joseph Poelaert probeerde in het bouwwerk iets heel nieuws uit: hij verwerkte er een mengeling van uiteenlopende stijlen in. Niet iedereen vond het resultaat even geslaagd. Daarom noemen kenners de Sint-Katelijnekerk ook weleens 'de jeugdzonde van Poelaert'. Het 19de-eeuwse bouwwerk met z'n markante toren is elke dag open van 8.30 tot 18 uur.

## Architectuur
Langs het voormalige Sint-Katelijnedok lagen de Zoutkaai (linkerzijde van het plein als men voor de kerk staat) en de Zaadkaai (rechterkant van het plein). Toen het dok verdween, bleven de huizen aan de Zoutkaai bijna allemaal bewaard. De panden aan de Zaadkaai daarentegen gingen bijna allemaal tegen de vlakte. Aan de ene kant van het plein verrezen bouwblokken langs een kaarsrechte straatwand. Aan de andere kant van het plein getuigen oude huizen met puntgevels van het verleden. 
In de sloopwoede aan het eind van de negentiende eeuw verdween ook de kerk uit de 15de eeuw die eveneens gewijd was aan Sint-Katelijne. Alleen de barokke kerktoren uit 1629 bleef gespaard. Die staat nu vrij. 